# Стрілківська сільська рада (Старосамбірський район)
Стрілківська сільська рада — орган місцевого самоврядування у Самбірському районі, Львівської області. Адміністративний центр — село Стрілки.

## Загальні відомості
Стрілківська сільська рада утворена в 1939 році. Водоймища на території, підпорядкованій даній раді: річка Дністер.

## Населені пункти
Більше див. Стрілківська сільська громада.
Сільській раді підпорядковані населені пункти:
1. Бабино (478)
2. Бусовисько (980)
3. Велика Волосянка (329)
4. Верхній Лужок (1 260)
5. Виців (95)
6. Галівка (97)
7. Гвоздець (103)
8. Головецько (1 026)
9. Грозьово (600)
10. Дністрик (326)
11. Лопушанка-Хомина (505)
12. Мшанець (307)
13. Недільна (198)
14. Плоске (150)
15. Ріп'яна (646)
16. Смеречка (307)
17. Стрілки (2 320, центр ОТГ)
18. Тисовиця (647)
19. Топільниця (1 465)
20. Тур'є (1 247)
21. Ясениця-Замкова (1 270)

## Склад ради
Рада складається з 20 депутатів та голови.

### Керівний склад попередніх скликань
| ПІБ                    | Основні відомості                                                                     | Дата обрання | Дата звільнення |
| ---------------------- | ------------------------------------------------------------------------------------- | ------------ | --------------- |
| Шостак Володимир Ілліч | Сільський голова, 1961 року народження, освіта вища, член Української Народної Партії | 26.03.2006   | 31.10.2010      |
| Шостак Володимир Ілліч | Сільський голова, 1961 року народження, освіта вища, безпартійний                     | 31.10.2010   |                 |

Примітка: таблиця складена за даними джерела